# Língua crioula indo-portuguesa de Cochim
O crioulo indo-português de Cochim (também conhecido como crioulo indo-português de Vaipim) é um crioulo indo-português que foi falado na Costa do Malabar, na Índia. Ele já é considerado extinto, falado apenas por algumas famílias cristãs na ilha de Vaipim, na cidade de Cochim, em Querala.
O crioulo indo-português de Cochim, conhecido localmente como "Português" ou "Português de Cochim", formado a partir de contato entre o português, malaiala e outras línguas faladas na antiga Cochim. Foi uma das primeiras linguagens de contato que surgiu a partir do contato europeu na Ásia, e tornou-se a língua materna de parte da comunidade católica local nos séculos XV a XIX. Ele surgiu a partir de famílias indo-portuguesas católicas em Malabar, e tornou-se suficientemente demonstrado que continuou sob a ocupação holandesa no século XVII. Oradores começaram a mudar para longe da linguagem em torno da virada do século XIX. O último falante fluente, William Rozario, morreu em 20 de agosto de 2010, em Vaipim. Algumas pessoas em Cochim ainda conseguem entender a língua até certo ponto.

## História
Vasco da Gama foi o primeiro português que visitou a costa de Cochim, durante a viagem de Pedro Alvares Cabral, perante a recusa do Samorim de Calecute em tratar de negócios com os portugueses e ser atacado por árabes muçulmanos e indianos hindus, Pedro Alvares Cabral, após bombardear Calecute, rumou para o sul até Cochim, um pequeno reino rival, onde foi calorosamente recebido pelo Rajá, que depois de se ver livre da influência do Samorim, o Rajá de Cochim deixou os portugueses fazerem ali uma feitoria. Após a chegada em 1502 de Vasco da Gama em alecute na sua segunda viagem à Índia, em 1 de março de 1503 inicia-se a guerra entre o Samorim de Calecute e o Rajá de Cochim. Os navios portugueses assaltaram navios mercantes árabes, destruindo também uma frota de 29 navios de Calecute. Após essa batalha, obteve então concessões comerciais favoráveis do Samorim. Vasco da Gama fundou a colônia portuguesa de Cochim.
Cochim foi a primeira capital administrativa do Império Português do Oriente, até o vice-rei se transferir para Goa, em 1530, uma cidade estrategicamente mais central. No entanto Cochim foi sempre uma cidade economicamente muito importante, mas também ao nível religioso, foram construídas na cidade várias igrejas e muitos colégios. Cochim é ainda uma zona habitada por cristãos de São Tomé (um cristianismo muito antigo!) e por judeus, ambas estas comunidades estabeleceram laços com Portugal e contendas, aos primeiros tentou-se a conversão ao cristianismo, alguns converteram-se mas o rigor jesuíta logo chocou com as tradições milenares desta comunidade, e com os segundos, algo de parecido aconteceu, nos primeiros tempos o relacionamento foi muito bom, muitos cristãos novos estabeleceram laços profundos com esta comunidade e ajudaram inclusive a construir as sinagogas dos chamados judeus brancos, perasi (estrangeiros), mas de novo a intolerância da contrarreforma quebrou o bom entendimento.
Cochim permaneceu na posse de Portugal até aos finais do século XVII, época em que os holandeses conquistaram a cidade, saqueando as igrejas e queimando os templos católicos.
Hoje das marcas que a história deixou: somam-se as grandiosas igrejas brancas, e a fortaleza. Mas mais que os canhões e que as páginas de história, ficaram os descendentes dos portugueses, os indo-portugueses de Cochim.
Estes luso-descendentes agrupam-se à volta da paróquia de Nossa Senhora da Esperança, uma igreja construída pelos portugueses nos séculos XVI/XVII, Que exibe um belíssimo portal manuelino, um dos primeiros exemplares deste estilo no Oriente. Em 1985 esta paróquia contava com 438 famílias com 2.190 membros. A grande particularidade desta comunidade que falavam um crioulo de base portuguesa, do tipo indo-português, no entanto já nem todos os membros desta comunidade sabia falar esse crioulo. Mas se mantêm as festas, assim como as músicas e muitas tradições particulares que só encontram par noutros pontos onde a indo-portugalidade ainda subsiste. O crioulo é utilizado como a língua da catequese, da missa (ao que parece também já nem isto), das estórias populares, das anedotas, e das cantigas, e entre os párocos. Um dos maiores acontecimentos da comunidade são as representações de autos religiosos, extremamente grandes que exigem a participação de mais de cem pessoas. Embora devido aos gastos, e ao fato dos mais novos não entenderem o crioulo, também já não se realiza nenhum há muitos anos.
O crioulo de Cochim está em vias de extinção, e poucos anos mais restam para que deixe de ser falado completamente. Já não é falado por quase ninguém, pois a maior parte dos jovens já não o aprende, e está fadado a ficar no esquecimento, a verdade é que não existem quaisquer tentativas para salvá-lo e como muitos outros crioulos indo-portugueses de várias regiões da Índia desaparecerá também por completo. Mas pior ainda que a perda do crioulo tem sido a perda do orgulho de ser-se luso-descendente tão forte anteriormente, é que antes embora os luso-descendentes fossem bem mais pobres que os outros euro-asiáticos eles tinham um orgulho na sua superioridade cultural, infelizmente hoje esse orgulho tornou-se muitas vezes em vergonha e muitos têm alterado os seus apelidos para que se pareçam mais ingleses. Ao contrario de Malaca, os luso-descendentes de Cochim estão espalhados pela cidade e aldeias próximas, o único aglomerado são algumas casas à volta da igreja. A falta de um espaço próprio tem determinado o fim da cultura, pois a unidade não se consegue fazer sentir. O próprio orgulho de ser-se descendente de portugueses também se desfez e é hoje prática corrente a deturpação dos apelidos de forma a parecerem ingleses.

## Preservação da história
Em 1992 o Presidente de Portugal, Mario Soares, em visita à Índia, visitou Cochim. Quando de visita ao Paço Episcopal onde o bispo tinha feito o Museu do Padroado Português, este pediu ajuda ao presidente português que o ajudasse a preservar o arquivo episcopal de grande valor documental. Na comitiva ia o Presidente da Fundação Gulbenkian que desde logo se dispôs a ajudar. Desta forma partiu para Cochim em 1993 uma comitiva para estruturar o arquivo, que depois da remodelação das instalações, do tratamento dos documentos, e do seu tratamento informático, abriu as portas no ano seguinte. Este arquivo é de importância suprema para a história da comunidade de luso-descendentes de Cochim assim como da presença portuguesa nesta cidade, pois o arquivo conta ainda com um valioso espolio do século XVI ao XIX.
Em 1998, a Fundação Gulbenkian começou a construir um museu indo-português, que é bem-vindo e pode ser um catalisador importante para restaurar a outrora viva comunidade de luso-descendentes. Em 19 de maio o presidente desta fundação afirmou que se tinham descoberto restos da antiga muralha portuguesa e por tal a obra seria parada para renovação do projeto de forma a que a muralha possa ser visível.

## Sobre o crioulo português de Cochim
Quando a língua portuguesa chegou à Ásia, no final do século XV, entrou em contato com as diversas línguas locais, dando origem a uma série de novas línguas, uma vez que pontilhavam a costa da Índia, Sri Lanca e outras regiões. Tais linguagens, nascidas do contato intenso entre duas ou mais línguas, são o que os linguistas chamam de crioulos. Em Cochim, o caldeirão linguístico envolvia o malaiala, o português e, provavelmente, um grande número de outras línguas faladas por várias comunidades locais. Como esse foi o primeiro local onde o português estabeleceu uma presença estável no Sul da Ásia, é geralmente aceito que o crioulo português de Cochim foi o primeiro a ser formado entre todos os crioulos indos-portugueses. Sendo assim, terá certamente determinado, em certa medida, o desenvolvimento de outras variantes. Essa linguagem, desenvolvida paralelamente à formação de famílias católicas e indo-portuguesas, foi vital no momento em que os holandeses assumiram o controlo de Cochim, tendo prosperado sob a nova administração.

## Características do crioulo de Cochim
Em termos gerais, muitas das palavras do crioulo de Cochim são de origem portuguesa, mas a gramática é muito diferente e reflete a influência da língua malaiala. Por exemplo, onde o português (assim como o inglês) tem preposições, o crioulo de Cochim tem posposições, que aparecem depois do verbo. E há também uma grande tendência para colocar o verbo no final da frase, que é contrário à gramática da língua portuguesa mas não à do malaiala. O sistema verbal funciona de maneira diferente, e há também diferenças marcantes na formação das palavras e até mesmo na fonética das duas línguas. Mesmo sendo localmente conhecido simplesmente como “Português” ou “Português de Cochim”, este crioulo é na realidade uma nova língua independente, que deve muito ao português, como acontece com outras línguas da Índia. Este crioulo foi à língua de grande parte da população de Cochim durante cinco séculos. Era um monumento a um período crucial da história da cidade.

## Morte do último falante fluente do crioulo de Cochim
Em 20 de agosto de 2010, faleceu perto de Kochi (Cochim), no estado de Querala, sudoeste da Índia, um homem chamado William Rozario. Com ele morreu também uma língua: o crioulo português de Cochim. William Rozario era o último dos falantes deste crioulo, que ao longo de quinhentos anos foi usado por sucessivas gerações e que era fruto do contato entre o português e a língua local de Cochim, o malaiala, além de outras línguas. Tal como as pessoas, as línguas também morrem. Com a morte de William Rozario morreu também o crioulo português de Cochim. Rozario foi o último orador fluente desta língua, resultado do contato entre o malaiala, o português e, provavelmente, um grande número de idiomas falados pelas diferentes comunidades em Cochim antigo, que era uma mistura de muitas culturas e muitas línguas.
Com a morte de William Rozario, foi perdido todo um cruzamento de línguas e culturas concentrado numa língua que desapareceu. Rozario vivia em Cochim, maior cidade do estado de Querala, no sul da Índia, e era o último falante do crioulo indo-português de Cochim. O pesquisador Dr. Hugo Canelas Cardoso, professor da Universidade de Macau (UMAC) que tem estudado as línguas com resquícios portugueses que existem na Índia, conheceu aquele homem em 2007 e ter conversado bastante com o mesmo e ter feito algumas gravações.
Depois de contatar várias pessoas da comunidade indo-portuguesa da cidade, Cardoso está praticamente certo de que Rozario era o último homem a articular fluentemente o crioulo de Cochim. "Ele próprio me disse que, desde a morte do seu amigo, um senhor chamado Paynter, nunca mais pôde usar o crioulo para falar com alguém", refere.
A notícia em inglês da morte deste homem e da sua língua materna foi publicada no diário The Hindu, da cidade de Chenai (Madrasta), na Índia, num artigo intitulado "Tribute to Cochin Creole Portuguese", o qual inclui um elucidativo texto de Hugo Canelas Cardoso, professor da Universidade de Macau.
O crioulo daquela região, diz Cardoso, é uma equação que envolve o malaiala, o português e muitas outras línguas do caldeirão de culturas e gente que é a Índia. Cochim foi o primeiro lugar em que os portugueses se estabeleceram no sul da Ásia – ali morreu Vasco da Gama, em 1524, os seus restos mortais ficaram na Igreja de São Francisco até serem levados para Lisboa, 14 anos depois. Por isso, refere o acadêmico, é mais ou menos aceite que foi o primeiro dos crioulos indo-portugueses a formar-se e, sendo assim, terá influenciado as diferentes variantes que hoje são conhecidas. Durante mais de cinco séculos, a língua agora desaparecida terá predominado na região.
Nos périplos pela Índia, o investigador tem-se cruzado com várias línguas em risco de desaparecimento – até 2100 prevê-se que metade dos mais das sete mil línguas faladas no mundo, muitos delas ainda por registrar, desapareça. "Quero voltar à Índia porque ali há muitos crioulos condenados", lamenta o professor.

## Sobre William Rozario
William Rozario cresceu numa fazenda em Wayanad, mas as origens da sua família são Cochim e Cananor, pelo que a sua língua materna era o crioulo. Ele disse ao Dr. Cardoso que, na infância, esta era a única língua falada em sua casa e pelo resto da extensa família. Em 2007, enquanto Cardoso estava em Diu, o mesmo fez uma curta viagem a Querala. Na época, vários membros da comunidade indo-portuguesa em Fort Cochim disseram a ele que Rozario era o último orador fluente do crioulo na área de Cochim, por isso ele visitou o mesmo na sua casa em Vypeen. Era um homem extremamente generoso e afável, e ficou muito feliz por poder falar a sua língua-mãe de novo; a última vez que o praticou tinha sido com o seu amigo Paynter, falecido alguns anos antes. Na última vez que o pesquisador visitou Rozario, em janeiro de 2010, o mesmo concordou em passar algum tempo ensinando-o a língua.

## Motivo em que a língua não passou para as gerações mais novas
No caso específico da família de Rozario, pode ter tido a ver com o fato de que a sua esposa não a fala, mas é certo que, naquela época, o uso do crioulo português de Cochim já estava em declínio. O processo de abandono da língua, a nível comunitário, deve ter começado há muito tempo. As línguas são centrais para a identidade de cada comunidade, mas só sobrevivem a longo prazo se houver domínios da vida quotidiana em que possam ser usadas: no trabalho, na educação, na religião, etc. Provavelmente, o uso do crioulo português de Cochim pela comunidade católica foi gradualmente invadido por outros idiomas, o que originou uma quebra na transmissão do crioulo de pais para filhos.